# Lošinj
Lošinj o Lussino es una isla istriana con actual soberanía croata ubicada en el norte del mar Adriático, en el golfo de Carnaro. Está casi al sur de la ciudad de Rijeka-Fiume y es parte del condado de Primorje-Gorski Kotar.
Los asentamientos en Lošinj incluyen Nerezine, Sveti Jakov, Ćunski, Artatore, Mali Lošinj y Veli Lošinj.
Una carretera regional corre a lo largo de la isla, existen además las conexiones de ferry a través de la isla de Cres, que incluyen Brestova-Porozina, Merag-Valbiska, Mali Lošinj-Zadar, Mali Lošinj-Pula. También hay un aeropuerto en la isla de Lussino.